# ФК Катанија
Калчо Катанија (итал. Calcio Catania SpA) је италијански фудбалски клуб из Катаније, Сицилија, тренутно члан Серије Ц. Клуб је основан 1908. Educazione Fisica Pro Patriaпод именом Educazione Fisica Pro Patria, да би од 22. новембра 1946. званично име клуба било Калчо Катанија. Највећи успеси клуба су 8. место у Серији А и финале Купа Алпа.
Клуб игра на стадиону Анђело Масимино, који има капацитет од 23.420 места. Саграђен је 1937. године. Највећи ривал му је Палермо и њихов меч се назива сицилијанским дербијем.

## Успеси
- Серија Б
  - Првак (1): 1953/54.
- Куп Алпа
  - Финалиста (1): 1964.
- Серија Ц / Серија Ц1
  - Првак (5): 1938/39, 1947/48, 1948/49, 1974/75, 1979/80.
- Серија Ц2
  - Првак (1): 1998/99.
- Серија Д
  - Првак (1): 1994/95.

## Тренутни састав
Ажурирано 7. фебруара 2020.
| Бр. |         | Позиција | Играч                                     |
| --- | ------- | -------- | ----------------------------------------- |
| 1   | Италија | Г        | Јакопо Фурлан                             |
| 2   | Италија | О        | Марио Ноче                                |
| 3   | Камерун | О        | Емануел Мбенде                            |
| 4   | Бразил  | С        | Висенте                                   |
| 5   | Италија | О        | Томазо Силвестри                          |
| 6   | Гана    | С        | Нана Велбек                               |
| 7   | Италија | Н        | Габријеле Капани (на позајмици из Милана) |
| 8   | Италија | Н        | Давиде ди Молфета                         |
| 9   | Камерун | Н        | Стив Лео Белек                            |
| 10  | Италија | Н        | Алесио Курчио                             |
| 11  | Италија | Н        | Давис Куријале                            |
| 13  | Италија | О        | Лоренцо Сапорети                          |
| 15  | Италија | О        | Ђовани Маркезе                            |

| Бр. |           | Позиција | Играч                    |
| --- | --------- | -------- | ------------------------ |
| 16  | Италија   | О        | Франческо Саландрија     |
| 17  | Словенија | Н        | Макс Баришич             |
| 18  | Италија   | С        | Ђузепе Рицо              |
| 19  | Гамбија   | Н        | Калифа Мане              |
| 20  | Италија   | О        | Ђовани Пинто             |
| 21  | Италија   | О        | Кевин Бјонди             |
| 22  | Шпанија   | Г        | Мигел Анхел Мартинез     |
| 23  | Италија   | С        | Јакопо Дал’Ољо           |
| 25  | Италија   | С        | Орацио ди Грација        |
| 26  | Италија   | О        | Лука Калапај             |
| 27  | Италија   | С        | Марко Бјађанти (капитен) |
| 28  | Италија   | О        | Андреа Еспозито          |
| 32  | Италија   | С        | Андреа Мацарани          |

## Омладинска школа
Четири познатија играча су потекла из омладинске школе Катаније. Они су:
| Име              | Година рођења | Држављанство    | Позиција    |
| ---------------- | ------------- | --------------- | ----------- |
| Фабио Шака       | 1989.         | Италија         | везни играч |
| Андреа Д'Амиђо   | 1989.         | Италија         | везни играч |
| Маурицио Атанаси | 1977.         | Италија         | везни играч |
| Алмами Доумбија  | 1982.         | Обала Слоноваче | везни играч |

## Познати бивши играчи
- Енцо Беарцот
- Амадео Бјавати
- Рикардо Карапелезе
- Клаудио Ранијери
- Енио Мастали
- Ђовани Вавасори
- Ђузепе Маскара
- Педрињо
- Синесињо
- Луис Оливеира
- Јохан Валем
- Хуан Мануел Варгас
- Такајуки Моримото
- Албано Бицари
- Маријано Андухар
- Пабло Баријентос
- Алехандро Гомез
- Гонзало Бергесио

## ФК Катанија у европским такмичењима
| Сезона | Такмичење   | Коло    | Држава                                           | Клуб         | Резултат |
| ------ | ----------- | ------- | ------------------------------------------------ | ------------ | -------- |
| 1971   | Митропа куп | 1. коло | Социјалистичка Федеративна Република Југославија | Челик Зеница | 0:3, 1:0 |